# Persone di nome Flora
| Questa pagina contiene informazioni ricavate automaticamente dalle voci biografiche con l'ausilio del template Bio e di un bot. L'aggiornamento è periodico e automatico e ricostruisce completamente la pagina. Se manca una persona in questa lista, sei pregato di non aggiungerla, ma accertati piuttosto che la sua voce biografica contenga il template Bio e che i dati anagrafici siano correttamente compilati. Se il template Bio manca, inseriscilo tu stesso o, in alternativa, metti l'avviso {{tmp\|Bio}} che ne segnala la mancanza. Se i dati riportati sono sbagliati, correggi direttamente la voce biografica; le modifiche saranno visibili in questa lista entro pochi giorni. Per chiarimenti vedi il progetto antroponimi. La lista contiene solo le 55 persone che sono citate nell'enciclopedia e per le quali è stato implementato correttamente il template Bio. Pagina aggiornata al 22 gen 2025. |

Questa è una lista di persone presenti nell'enciclopedia che hanno il nome Flora, suddivise per attività principale.

## Architetti(1)
- Flora Ruchat Roncati, architetto svizzero (Mendrisio, n. 1937 - Zurigo, † 2012)

## Artiste(1)
- Flora Wiechmann Savioli, artista italiana (Firenze, n. 1917 - Firenze, † 2011)

## Atlete paralimpiche(1)
- Flora Ugwunwa, atleta paralimpica nigeriana (Onitsha, n. 1984)

## Attiviste(1)
- Flora Drummond, attivista britannica (Manchester, n. 1878 - Carradale, † 1949)

## Attrici(14)
- Flora Bramley, attrice inglese (Londra, n. 1904 - Moline, † 1993)
- Flora Canto, attrice e conduttrice televisiva italiana (Roma, n. 1983)
- Flora Carabella, attrice italiana (Roma, n. 1926 - Roma, † 1999)
- Flora Carosello, attrice e doppiatrice italiana (Antrodoco, n. 1920 - Rieti, † 2015)
- Flora Parker DeHaven, attrice statunitense (Perth Amboy, n. 1883 - Los Angeles, † 1950)
- Flora Diegues, attrice, sceneggiatrice e regista brasiliana (Rio  de Janeiro, n. 1986 - Rio de Janeiro, † 2019)
- Flora Finch, attrice inglese (Londra, n. 1867 - Los Angeles, † 1940)
- Flora Foster, attrice statunitense (Boston, n. 1898 - Chicago, † 1914)
- Flora Lillo, attrice e showgirl italiana (Roma, n. 1928 - Roma, † 1995)
- Flora Mariel, attrice italiana (Pola, n. 1931)
- Flora Robson, attrice britannica (South Shields, n. 1902 - Brighton, † 1984)
- Flora Montgomery, attrice britannica (Greyabbey, n. 1974)
- Flora Morris, attrice britannica (n. 1887 - † 1953)
- Flora Thiemann, attrice tedesca (Berlino, n. 2002)

## Cantanti(3)
- Flora Chan, cantante e attrice cinese (Hong Kong, n. 1970)
- Flora Gallo, cantante e paroliera italiana (Crotone, n. 1939)
- Flora Purim, cantante brasiliana (Rio de Janeiro, n. 1942)

## Danzatrici(2)
- Flora Fabbri, ballerina italiana (Firenze)
- Flora Torrigiani, ballerina e coreografa italiana

## Dirigenti sportive(2)
- Flora Bonafini, dirigente sportiva e ex calciatrice italiana (Verona, n. 1981)
- Flora Viola, dirigente sportiva italiana (Giulino di Mezzegra, n. 1923 - Roma, † 2009)

## Disegnatrici(1)
- Flora Graiff, disegnatrice, pittrice e scrittrice italiana (Merano, n. 1959)

## Fondiste(1)
- Flora Dolci, fondista francese (n. 1999)

## Illustratrici(1)
- Flora Capponi, illustratrice e costumista italiana (Montelupone, n. 1920 - Belluno, † 1998)

## Medici(1)
- Flora Murray, medico scozzese (Murraythwaite, n. 1869 - Belsize Park, † 1923)

## Mezzosoprani(1)
- Flora Perini, mezzosoprano italiano (Roma, n. 1887 - † 1975)

## Micologhe(1)
- Flora Wambaugh Patterson, micologa statunitense (n. 1847 - † 1928)

## Militari(1)
- Flora Sandes, militare britannica (Nether Poppleton, n. 1876 - Ipswich, † 1956)

## Modelle(1)
- Flora Coquerel, modella francese (Mont-Saint-Aignan, n. 1994)

## Musiciste(1)
- Flora Piccoli Mancini, musicista e poetessa italiana (Napoli, n. 1854 - Vicenza, † 1899)

## Nobildonne(2)
- Flora Mure-Campbell, marchesa di Hastings, nobildonna scozzese (n. 1780 - † 1840)
- Flora Hastings, nobildonna britannica (n. 1806 - Londra, † 1839)

## Nobili(1)
- Flora Fraser, XXI Lady Saltoun, nobile scozzese (Edimburgo, n. 1930 - Ballater, † 2024)

## Patriote(1)
- Flora MacDonald, patriota britannica (n. 1722 - † 1790)

## Pediatre(1)
- Flora Brovina, pediatra e poetessa kosovara (Srbica, n. 1949)

## Poetesse(2)
- Alejandra Pizarnik, poetessa e traduttrice argentina (Avellaneda, n. 1936 - Buenos Aires, † 1972)
- Flora Zuzzeri, poetessa dalmata (Ragusa, n. 1552 - Ancona, † 1648)

## Politiche(4)
- May Golan, politica israeliana (Tel Aviv, n. 1986)
- Flora Calvanese, politica italiana (Sarno, n. 1954)
- Flora Frate, politica italiana (Napoli, n. 1983)
- Flora MacDonald, politica canadese (North Sydney, n. 1926 - Ottawa, † 2015)

## Registi(1)
- Flora Gomes, regista guineense (Cadique, n. 1949)

## Religiose(1)
- Flora di Beaulieu, religiosa francese (Maurs - Issendolus, † 1347)

## Sante(2)
- Flora di Cordova, santa spagnola (Cordova - Cordova, † 851)
- Flora, Lucilla, Eugenio e compagni, santa romana (Roma)

## Sciatrici freestyle(1)
- Flora Tabanelli, sciatrice freestyle italiana (Bologna, n. 2007)

## Scrittrici(2)
- Flora Tristan, scrittrice francese (Parigi, n. 1803 - Bordeaux, † 1844)
- Flora Volpini, scrittrice, pittrice e politica italiana (Citerna, n. 1908 - Citerna, † 2005)

## Tenniste(1)
- Flora Perfetti, ex tennista italiana (Faenza, n. 1969)

## Triatlete(1)
- Flora Duffy, triatleta bermudiana (Paget, n. 1987)

## Senza attività specificata(1)
- Flora Medini, soubrette e attrice italiana (Bergamo)